# Orašac (kanton uńsko-sański)
Orašac – wieś w Bośni i Hercegowinie, w Federacji Bośni i Hercegowiny, w kantonie uńsko-sańskim, w mieście Bihać. W 2013 roku liczyła 1356 mieszkańców, z czego większość stanowili Boszniacy.